# Stazione di Hamaderakōen
La stazione di Hamaderakōen (浜寺公園駅?, Hamaderakōen-eki) è una stazione ferroviaria delle Ferrovie Nankai situata nel quartiere di Nishi-ku nella città di Sakai della prefettura di Osaka in Giappone. La stazione è servita dalla linea principale delle ferrovie Nankai.

## Linee e servizi

### Treni
Ferrovie Nankai
● Linea principale Nankai

## Struttura
La stazione di Hamaderakōen è costituita da un pregiato fabbricato viaggiatori in legno realizzato nel 1897, ed è tuttora la più vecchia stazione ferroviaria privata del Giappone. I binari sono quattro, passanti, con un marciapiede a isola e uno laterale con una scalanatura che serve sia la linea principale che una deviata.
| 1-2 | ● Linea principale Nankai | per Hagoromo, Kishiwada, Izumisano, Kansai Aeroporto e Wakayamashi |
| 3-4 | ● Linea principale Nankai | per Sakai, Tengachaya e Namba                                      |

## Progetto di sopraelevazione
La prefettura di Osaka ha approvato un progetto di sopraelevazione della sezione Suwanomori - Hamaderakōen, e questo avrebbe comportato la rimozione della stazione. Tuttavia, visto il valore culturale e storico dell'edificio, si è deciso di spostarlo sul piazzale della futura nuova stazione, che verrà aperta nel 2018.

## Stazioni adiacenti
| «                       | Servizio                | »                       |
| Linea Nankai principale | Linea Nankai principale | Linea Nankai principale |
| ----------------------- | ----------------------- | ----------------------- |
| Suwanomori              | Locale                  | Hagoromo                |
| Suwanomori              | Semiespresso            | Hagoromo                |
| Transito                | Espresso sezionale      | Transito                |
| Transito                | Espresso aeroporto      | Transito                |
| Transito                | Espresso                | Transito                |
| Transito                | Esp. Lim. Southern      | Transito                |